# Mogpog
Mogpog è una municipalità di quarta classe delle Filippine, situata nella Provincia di Marinduque, nella Regione del Mimaropa.
Mogpog è formata da 37 baranggay:
- Anapog-Sibucao
- Argao
- Balanacan
- Banto
- Bintakay
- Bocboc
- Butansapa
- Candahon
- Capayang
- Danao
- Dulong Bayan (Pob.)
- Gitnang Bayan (Pob.)
- Guisian
- Hinadharan
- Hinanggayon
- Ino
- Janagdong
- Lamesa
- Laon

- Magapua
- Malayak
- Malusak
- Mampaitan
- Mangyan-Mababad
- Market Site (Pob.)
- Mataas Na Bayan
- Mendez
- Nangka I
- Nangka II
- Paye
- Pili
- Puting Buhangin
- Sayao
- Silangan
- Sumangga
- Tarug
- Villa Mendez (Pob.)